# Sense fills
Sense fills és l'estat de no tenir fills. Pot tenir un significat personal, social o polític. Pot ser degut a una elecció personal o pot ser involuntari (per esterilitat, dificultats pràctiques, manca de recursos, etc.). L'augment dels sense fills està contribuint a la caiguda de les taxes de natalitat en molts països industrialitzats.

## Tipus
Es poden classificar en diverses categories:
- l'esterilitat natural afecta a l'atzar els individus. Es pot pensar com el nivell mínim de persones permanentment sense fills que es pot observar en una societat determinada, i és de l’ordre del 2%, en línia amb les dades dels hutterites, un grup establert com a estàndard demogràfic a la dècada de 1950.
- l'esterilitat social, que també es pot anomenar infància provocada per la pobresa, o esterilitat endògena, descriu la situació de les dones pobres la fecunditat de les quals ha estat afectada per les males condicions de vida.
- persones sense fills per circumstàncies. Aquestes persones poden quedar sense fills perquè no han conegut cap parella amb qui voldrien tenir fills, o perquè van intentar concebre sense èxit a una edat materna avançada o perquè pateixen certs problemes mèdics, com l'endometriosi o el SOP, que dificulten la seva possibilitat de concepció.
- persones sense fills per elecció

Les tres primeres categories sovint s’agrupen sota l'etiqueta "sense fills involuntaris". L'última categoria s'anomena sovint "sense fills voluntaris", també descrita com a "lliure de fills", que es produeix quan es decideix no reproduir-se.